# Astragalus canoflavus
Astragalus canoflavus är en ärtväxtart som beskrevs av Mikhail Grigoríevič Popov. Astragalus canoflavus ingår i släktet vedlar, och familjen ärtväxter. Inga underarter finns listade i Catalogue of Life.